# 鈴木彩夏 (ラグビー選手)
鈴木 彩夏（すずき さやか、1997年5月19日 - ）は、日本の女子ラグビーユニオン選手。

## プロフィール
- 千葉県出身[1]。
- ポジションはウィング(WTB)。
- 身長 165cm、体重 60kg
- ラグビーワールドカップセブンズ2018の7人制女子日本代表に選ばれた[2]。

## 略歴
16歳からラグビーを始めた。
2016年、我孫子高校卒業後、流通経済大学に入る。
2017年、女子ラグビーワールドカップ2017の女子日本代表に選ばれた。
2020年、流通経済大学卒業後、YOKOHAMA TKMに入る。
2021年、東京五輪の7人制女子日本代表バックアップメンバーに選ばれた。